# Битва за Борнео (1941—1942)
Операция на Борнео — действия вооружённых сил Японской империи по захвату острова Борнео (в настоящее время Калимантан) во время Второй мировой войны.

## Предыстория
К концу 1941 года ситуация на Борнео выглядела следующим образом. В северной части острова находились султанат Бруней, являвшийся британским протекторатом, британский протекторат Северное Борнео и британская королевская колония Лабуан. Остальная часть острова входила в состав Голландской Ост-Индии.
В 1940 году Нидерланды были оккупированы нацистской Германией, однако размещавшаяся в Голландской Ост-Индии Королевская голландская ост-индская армия продолжала сражаться на стороне Союзников. После вступления Японии в войну в декабре 1941 года на стороне Германии, 15 января 1942 года все силы Союзников в Юго-Восточной Азии были объединены под единым командованием — ABDA.

## Боевые действия

### Бои за северную и западную части острова
В связи со стратегическим положением района (тот, кто владел северо-западом Борнео, контролировал пути из Тихого океана в Индийский) японцы начали захват Северного Борнео всего через восемь дней после высадки на полуострове Малакка. Для осуществления этой операции из состава Южной группы армий было выделено около двух полков. Силы англичан состояли из одного пенджабского батальона, местных добровольческих отрядов, береговой охраны и отряда полиции. Тактика англичан заключалась в уничтожении нефтепромыслов и других сооружений, и стягивании подразделений к аэродрому в Кучинге — единственному достойному обороны объекту.
14 декабря японские транспорты высадили десант у нефтепромыслов Мири (уже взорванных англичанами), а затем с двумя батальонами на борту отправились к Кучингу. 19 декабря одной ротой японцев была без сопротивления захвачена столица Британского Северного Борнео — Сандакан. Когда японские транспорты подходили к Кучингу, базирующие в Сингкаванге нидерландские бомбардировщики получили приказ на их потопление, но японцы, предусмотрев такую возможность, перед самым вылетом бомбардировщиков совершили налёт на Сингкавангский аэродром. Затем конвой попытались остановить нидерландские подводные лодки, но особого успеха не добились. Не дожидаясь высадки десанта, англичане приступили к уничтожению посадочной полосы аэродрома в Кучинге.
24 декабря японцы высадились у Кучинга. После недолгой перестрелки пенджабцы отступили к аэродрому, и в течение следующего дня держались там, отправив раненых и семьи европейцев в Голландскую Ост-Индию. Ночью было решено отвести туда и боевые подразделения. 31 декабря остатки английских войск и беженцы прибыли в Сингкаванг, где находился голландский гарнизон в составе 750 человек.
25 января пять японских рот атаковало Сингкаванг. Попавшие в плен пенджабцы были замучены японцами до смерти, остатки пенджабского батальона отступили в глубинные районы Борнео, и совершили тысячекилометровый переход на юг острова, где надеялись соединиться с голландскими войсками. 6 марта пенджабцы вышли к городу Сампит, который всего за день до этого был захвачен японцами. Пенджабцы приняли бой, но 8 марта им стало известно о падении Явы и капитуляции всех английских и голландских войск. В связи с безвыходностью ситуации, 9 марта 1942 года остатки гарнизона Британского Борнео сложили оружие.

### Бои за восточную и южную части острова
11-12 января 1942 года японский десант захватил остров Таракан, лежавший северо-восточнее Борнео, откуда 20 января Центральная десантная группа двинулась на юг по Макассарскому проливу, направляясь к Баликпапану. За несколько дней до выхода конвоя в море в Баликпапан были направлены японские эмиссары, которые обратились к голландскому коменданту города с требованием не наносить вреда нефтяным промыслам, угрожая в противном случае жителям города и пленным репрессиями. Получив такое предупреждение, комендант немедленно отдал приказ об уничтожении нефтепромыслов, а голландское командование выслало навстречу японскому конвою авиацию и флот. Самолётам и подводным лодкам удалось потопить два транспорта, но остальные суда успели разгрузиться, и 23-24 января Баликпапан пал. 10 февраля японские сухопутные войска заняли Банджармасин.

## Итоги
Захват острова Борнео дал японцам возможность эксплуатировать его природные ресурсы, в частности — его нефтяные месторождения. С военной точки зрения он послужил промежуточным этапом перед захватом Явы.